# 黃節 (正統進士)
黃節（1415年—？），字順中，江西南昌府豐城縣人，軍籍。明朝政治人物。進士出身。

## 生平
江西鄉試第二十六名。正統十三年（1448年）戊辰科會試第一百十九名，殿試登進士第三甲第二十二名。

## 家族
曾祖父黃伯章。祖父黃叔度。父亲黃金，曾任丁酉貢士。